# Biella
Biella – miasto i gmina we Włoszech, w regionie Piemont, w prowincji Biella. Według danych na styczeń 2009 gminę zamieszkiwało 45 845 osób przy gęstości zaludnienia 982,1 os./1 km².
W 2007 odbył się tu turniej tenisowy ITF, który wygrała Agnieszka Radwańska.
Na terenie gminy znajduje się sanktuarium w Oropie i katedra w Bielli.

## Miasta partnerskie
- Kiryu, Japonia
- Arequipa, Peru
- Tourcoing, Francja
- Weihai, Chińska Republika Ludowa
- Cagliari, Włochy
- Starachowice, Polska